# الخط 5 لمترو باريس
الخط 5 لمترو باريس (بالفرنسية: Ligne 5 du métro de Paris) هو الخط السادس من مجموعة خطوط مترو باريس الستة عشر. يقع في باريس في فرنسا. أفتتح في 1906، ويقطع شرق العاصمة الفرنسية في محور شمال جنوب ويربط بين محطتي بوبيني - بابلو بيكاسو ومحطة ساحة إيطاليا. بعد عدة عمليات تصليه حتى سنة 1942، تاريخ الانضمام في معظمه إلى الخط 6. طول الخط الآن حوالي 15 كم، وينقل سنويا حوالي 101 مليون شخص (2009) ويقع بهذا في المرتبة الثامنة من 16 خط حسب عدد المسافرين في مترو باريس.

## التاريخ

### التسلسل الزمني
- 20 أبريل 1896: المجلس البلدي في باريس يتبنى مشروع شبكة فولجونس بيانفينو (Fulgence Bienvenüe).
- 30 مارس 1898: إعلان المنفعة العامة لأولى ست خطوط لمترو باريس.
- نوفمبر 1903: بداية الأشغال في جسر أوسترليتز فوق السين.
- 2 يونيو 1906: بداية إستغلال قسم غار أوستارليتز (كان غار دو أورليان في تلك الحقبة) حتى ساحة إيطاليا.
- 13 يوليو 1906: انتهاء أشغال جسر أوسترليتز والتمديد شمالا حتى كيه دو لا رابيه (كانت في تلك الحقبة تسمى ساحة مازاس).
- 28 يوليو 1906: التمديد شمالا حتى محطة غار دو ليون.
- 17 ديسمبر 1906: إلغاء قسم ساحة مازاس وغار دو ليون الذي يصبح إذا طريق المالية (اسم يعطى لأقسام قديمة من مترو باريس)، ويمتد شمالا حتى جاك بونسارج (لانكري في تلك الحقبة).
- 14 أكتوبر 1907: الدمج مع الخط 2 جنوب. الخط 5 إذا يصبح القسم الرابط بين ساحة إيطاليا ومحطة شارل ديغول - إتوال (فقط إتوال في تلك الحقبة).
- 15 نوفمبر 1907: التمديد شمالا حتى غار دو نور.
- 2 سبتمبر 1939: إغلاق محطة أرسنال.
- 6 أكتوبر 1942: تحويل قسم ساحة إيطاليا وشارل ديغول - إتوال إلى الخط 6. والذي يصبح ناسيون وشارل ديغول - إتوال. نهاية الخط 5 جنوبا أصبحت ساحة إيطاليا.
- 12 أكتوبر 1942: التمديد شمالا حتى كنيسة بانتان.
- 25 أبريل 1985: التمديد شمالا حتى بوبيني - بابلو بيكاسو.
- 25 يونيوـ2 سبتمبر 2007: عدة أشغال في محطة ساحة إيطاليا أدت إلى غلقها مؤقتا وجعل كامبو - فورميو نهاية الخط.
- 15 يونيو 2011: بدأ استعمال أول ثلاثة أم أف 01.
- 2 مايو 2013: نهاية استلام أم أف 01 المقررة إسنادها للخط.
- 4 مارس 2014: إصلاح آخر أم أف 67 موجود على الخط.

## التخطيط والمحطات

### قائمة المحطات
|                                  | المحطة                                       | البلدية                          | الخطوط والشبكات المتصلة |
| -------------------------------- | -------------------------------------------- | -------------------------------- | ----------------------- |
|                                  | بوبيني - بابلو بيكاسو المحافظة - قصر الإقليم | بوبيني                           |                         |
| بوبيني - بانتان - ريمون كينو     | بوبيني, بانتان                               |                                  |                         |
| كنيسة بانتان                     | بانتان                                       |                                  |                         |
| أوش                              | بانتان                                       |                                  |                         |
| بورت دو بانتان منتزه دو لا فيلات | باريس (الدائرة 19)                           |                                  |                         |
| أورك                             | باريس (الدائرة 19)                           |                                  |                         |
| لوميار                           | باريس (الدائرة 19)                           |                                  |                         |
| جوراس                            | باريس (الدائرة 19 و10)                       |                                  |                         |
| ستالينغراد                       | باريس (الدائرة 19 و10)                       |                                  |                         |
| غار دو نور                       | باريس (الدائرة 10)                           | TER بيكاردي الخطوط الكبرى        |                         |
| غار دو لاست فردان                | باريس (الدائرة 10)                           | TER شامبان - أردان الخطوط الكبرى |                         |
| جاك بونسارج                      | باريس (الدائرة 10)                           |                                  |                         |
| الجمهورية                        | باريس (الدائرة 3 و10 و11)                    |                                  |                         |
| أوبركامبف                        | باريس (الدائرة 11)                           |                                  |                         |
| ريشار - لونوار                   | باريس (الدائرة 11)                           |                                  |                         |
| بريغيه - سابان                   | باريس (الدائرة 11)                           |                                  |                         |
| الباستيل                         | باريس (الدائرة 4 و11 و12)                    |                                  |                         |
| كيه دو لا رابيه                  | باريس (الدائرة 12)                           |                                  |                         |
| غار أوستارليتز                   | باريس (الدائرة 5 و13)                        | TER سانتر الخطوط الكبرى          |                         |
| سان مارسال                       | باريس (الدائرة 13)                           |                                  |                         |
| كامبو - فورميو                   | باريس (الدائرة 13)                           |                                  |                         |
| ساحة إيطاليا                     | باريس (الدائرة 13)                           |                                  |                         |

## السياحة
يمر الخط من عدة أماكن سياحية ومعروفة في العاصمة باريس وهي:
- ساحة إيطاليا.
- حي بوت أو كاي.
- غار دو باريس أوستارليتز.
- ساحة الباستيل أين تقع أوبرا الباستيل.
- ساحة الجمهورية.
- غار دو باريس أست.
- غار دو باريس نور.
- حي لا فيلات.
- قناة سان مارتان المائية.
- منتزه لا فيلات.
- مدينة الموسيقى.

## مقالات ذات صلة
- تطوير محطات مترو باريس
- قائمة محطات مترو باريس
- النقل العام في إيل دو فرانس
- باريس

## روابط خارجية
- الموقع الرسمي للهيئة الذاتية للنقل في باريس.